# Бати (Горња Саона)
Бати (фр. Bâties) насеље је и општина у источној Француској у региону Франш-Конте, у департману Горња Саона која припада префектури Везул.
По подацима из 2011. године у општини је живело 78 становника, а густина насељености је износила 10,32 становника/km². Општина се простире на површини од 7,56 km². Налази се на средњој надморској висини од 200 метара (максималној 253 m, а минималној 211 m).

## Демографија
| 1962. | 1968. | 1975. | 1982. | 1990. | 1999. | 2011. |
| ----- | ----- | ----- | ----- | ----- | ----- | ----- |
| 104   | 106   | 92    | 86    | 65    | 74    | 78    |

График промене броја становника у току последњих година